# 吕米尼-内勒-奥尔莫
吕米尼-内勒-奥尔莫（法語：Lumigny-Nesles-Ormeaux，法語發音：[lymiɲi nɛl ɔʁmo] ⓘ）是法国塞纳-马恩省的一个市镇，属于普罗万区。该市镇于1973年由原市镇吕米尼（Lumigny）、内勒拉日尔贝德（Nesles-la-Gilberde）和奥尔莫（Ormeaux）合并而成。

## 地理
吕米尼-内勒-奥尔莫（48°44'11"N, 2°57'6"E）面积36.3 平方千米，位于法国法蘭西島大區塞纳-马恩省，该省份为法国北部内陆省份，北起瓦兹省，西接埃松省、马恩河谷省、塞纳-圣但尼省和瓦兹河谷省，南至卢瓦雷省，东南接约讷省，东临马恩省和奥布省，东北接埃纳省。
与吕米尼-内勒-奥尔莫接壤的市镇（或旧市镇、城区）包括：佩扎尔什、布里地区罗宰、图坎、万勒、贝尔奈-维尔贝、布里地区克雷沃克尔、丰特奈-特雷西尼、欧特弗耶、布里地区马尔勒、莫尔塞夫。

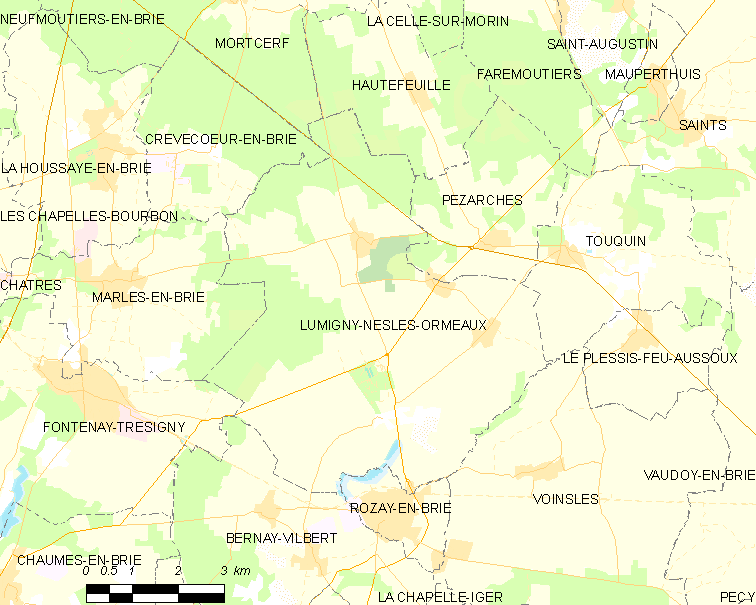
吕米尼-内勒-奥尔莫的OSM定位图

吕米尼-内勒-奥尔莫的时区为UTC+01:00、UTC+02:00（夏令时）。

## 行政
吕米尼-内勒-奥尔莫的邮政编码为77540，INSEE市镇编码为77264。

## 政治
吕米尼-内勒-奥尔莫所属的省级选区为丰特奈-特雷西尼县。

## 人口

1962-2008年间吕米尼-内勒-奥尔莫人口变化图示

吕米尼-内勒-奥尔莫于2022年1月1日时的人口数量为1482人。